# Deutsche Kurzbahnmeisterschaften 2017
Die Deutschen Kurzbahnmeisterschaften 2017 im Schwimmen fanden vom 14. bis 17. Dezember 2017 zum zweiten Mal in Folge in der Schwimm- und Sprunghalle im Europasportpark Berlin statt. Veranstalter und Ausrichter war der Deutsche Schwimm-Verband. Neben sechs Staffelwettkämpfen wurden bei Männern und Frauen je 18 Einzeltitel vergeben. Zeitgleich zu den Deutschen Kurzbahnmeisterschaften fanden in der dänischen Hauptstadt Kopenhagen die Kurzbahneuropameisterschaften mit 16 DSV-Sportler und in Rio de Janeiro die Militär-Weltmeisterschaften mit acht DSV-Sportler statt. Alexandra Wenk war mit vier Einzeltiteln die erfolgreichste Athletin dieser Meisterschaften. Auf ebenfalls vier Titeln (2 im Einzel und 2 in der Staffel) kamen Anna Dietterle und Johannes Hintze. Drei Einzeltitel sicherten sich Andreas Wiesner und Ramon Klenz.

## Teilnehmer
Teilnahmeberechtigt waren je Strecke die 100 schnellsten Schwimmer und Staffeln Deutschlands (offene Klasse) der laufenden Saison (21. November 2016 bis einschließlich 26. November 2017).

## Deutsche Meister
| Disziplin               | Männer                                                                                | Männer                                                                                | Männer                                                                                | Frauen                                                                                | Frauen                                                                                | Frauen   |
| Disziplin               | Name                                                                                  | Verein                                                                                | Zeit                                                                                  | Name                                                                                  | Verein                                                                                | Zeit     |
| 050 m Freistil          | Andrei Arbusow                                                                        | Neckarsulmer Sport-Union                                                              | 00:21,52                                                                              | Anna Dietterle                                                                        | Wasserfreunde Spandau 04                                                              | 00:24,53 |
| 100 m Freistil          | Andrei Arbusow                                                                        | Neckarsulmer Sport-Union                                                              | 00:47,50                                                                              | Lisa Höpink                                                                           | SG Essen                                                                              | 00:53,95 |
| 200 m Freistil          | Max Nowosad                                                                           | SG Stadtwerke München                                                                 | 01:45,37                                                                              | Annika Bruhn                                                                          | SSG Saar Max Ritter                                                                   | 01:55,50 |
| 400 m Freistil          | Henning Mühlleitner                                                                   | Neckarsulmer Sport-Union                                                              | 03:42,35                                                                              | Isabel Marie Gose                                                                     | Potsdamer SV                                                                          | 04:06,14 |
| 800 m Freistil          | Ruwen Straub                                                                          | SV Würzburg 05                                                                        | 07:37,56                                                                              | Isabel Marie Gose                                                                     | Potsdamer SV                                                                          | 08:26,38 |
| 1500 m Freistil0        | Ruwen Straub                                                                          | SV Würzburg 05                                                                        | 14:34,47                                                                              | Lea Boy                                                                               | ST Stadtwerke Elmshorn                                                                | 16:15,49 |
| 050 m Brust             | Peter Varjasi                                                                         | SG Mittelfranken                                                                      | 00:27,11                                                                              | Anna Elendt                                                                           | DSW 1912 Darmstadt                                                                    | 00:30,64 |
| 100 m Brust             | Wassili Kuhn                                                                          | Potsdamer SV                                                                          | 00:58,81                                                                              | Vanessa Grimberg                                                                      | SV Region Stuttgart                                                                   | 01:05,76 |
| 200 m Brust             | Ruben Reck                                                                            | W98 Hannover                                                                          | 02:07,76                                                                              | Vanessa Grimberg                                                                      | SV Region Stuttgart                                                                   | 02:22,13 |
| 050 m Rücken            | Andreas Wiesner                                                                       | SG Stadtwerke München                                                                 | 00:23,84                                                                              | Johanna Roas                                                                          | SG Stadtwerke München                                                                 | 00:27,46 |
| 100 m Rücken            | Andreas Wiesner                                                                       | SG Stadtwerke München                                                                 | 00:51,22                                                                              | Jenny Mensing                                                                         | SC Wiesbaden 1911                                                                     | 00:58,57 |
| 200 m Rücken            | Andreas Wiesner                                                                       | SG Stadtwerke München                                                                 | 01:51,96                                                                              | Jenny Mensing                                                                         | SC Wiesbaden 1911                                                                     | 02:04,56 |
| 050 m Schmetterling     | Maximilian Oswald                                                                     | Wasserfreunde Spandau 04                                                              | 00:23,14                                                                              | Anna Dietterle                                                                        | Wasserfreunde Spandau 04                                                              | 00:26,34 |
| 100 m Schmetterling     | Ramon Klenz                                                                           | Hamburger SC                                                                          | 00:51,59                                                                              | Alexandra Wenk                                                                        | SG Stadtwerke München                                                                 | 00:58,07 |
| 200 m Schmetterling     | Ramon Klenz                                                                           | Hamburger SC                                                                          | 01:53,68                                                                              | Alexandra Wenk                                                                        | SG Stadtwerke München                                                                 | 02:08,32 |
| 100 m Lagen             | Ramon Klenz                                                                           | Hamburger SC                                                                          | 00:53,46                                                                              | Marlene Hüther                                                                        | SSG Saar Max Ritter                                                                   | 01:00,64 |
| 200 m Lagen             | Johannes Hintze                                                                       | Potsdamer SV                                                                          | 01:54,35                                                                              | Alexandra Wenk                                                                        | SG Stadtwerke München                                                                 | 02:10,30 |
| 400 m Lagen             | Johannes Hintze                                                                       | Potsdamer SV                                                                          | 04:05,80                                                                              | Alexandra Wenk                                                                        | SG Stadtwerke München                                                                 | 04:37,57 |
| 4 × 50 m Freistil       | Potsdamer SV Hintze, Salchow, Suck, Friese                                            | Potsdamer SV Hintze, Salchow, Suck, Friese                                            | 01:27,32                                                                              | Wasserfreunde Spandau 04 Dietterle, Öztürk, Kroll, Haupt                              | Wasserfreunde Spandau 04 Dietterle, Öztürk, Kroll, Haupt                              | 01:41,55 |
| 4 × 50 m Lagen          | Potsdamer SV Schwarz, Kuhn, Hintze, Suck                                              | Potsdamer SV Schwarz, Kuhn, Hintze, Suck                                              | 01:36,07                                                                              | SG Essen van Loock, Ruhnau, Höpink, Janssen                                           | SG Essen van Loock, Ruhnau, Höpink, Janssen                                           | 01:52,50 |
| 4 × 50 m Freistil Mixed | Wasserfreunde Spandau 04 Maximilian Oswald, Timo Jahn, Anna Dietterle, Sonnele Öztürk | Wasserfreunde Spandau 04 Maximilian Oswald, Timo Jahn, Anna Dietterle, Sonnele Öztürk | Wasserfreunde Spandau 04 Maximilian Oswald, Timo Jahn, Anna Dietterle, Sonnele Öztürk | Wasserfreunde Spandau 04 Maximilian Oswald, Timo Jahn, Anna Dietterle, Sonnele Öztürk | Wasserfreunde Spandau 04 Maximilian Oswald, Timo Jahn, Anna Dietterle, Sonnele Öztürk | 01:34,65 |
| 4 × 50 m Lagen Mixed    | DSW 1912 Darmstadt Lukas Löwel, Hubert Szablowski, Selina Celar, Reva Foos            | DSW 1912 Darmstadt Lukas Löwel, Hubert Szablowski, Selina Celar, Reva Foos            | DSW 1912 Darmstadt Lukas Löwel, Hubert Szablowski, Selina Celar, Reva Foos            | DSW 1912 Darmstadt Lukas Löwel, Hubert Szablowski, Selina Celar, Reva Foos            | DSW 1912 Darmstadt Lukas Löwel, Hubert Szablowski, Selina Celar, Reva Foos            | 01:45,15 |

1. ↑  Deutscher Altersklassenrekord für 15-Jährige
2. ↑  Deutscher Altersklassenrekord für 17-Jährige
3. ↑  Deutscher Altersklassenrekord für 16-Jährige
4. 1 2  Deutscher Altersklassenrekord für 19-Jährige
5. 1 2  Deutscher Altersklassenrekord für 18-Jährige